# Cố Duy Quân
Cố Duy Quân (tiếng Trung: 顧維鈞; bính âm: Gù Wéijūn; Wade–Giles: Ku Wei-chün; 29 tháng 1 năm 1888 - 14 tháng 11 năm 1985), tên Trung Quốc được thường viết bằng Latinh như Koo Vi Kyuin, Ku Wei-chun, và Gu Weijun, là một chính khách và nhà ngoại giao từ Trung Hoa Dân Quốc giai đoạn 1912-1949. Ông là một trong những đại diện của Trung Quốc tại Hội nghị hòa bình Paris, 1919; đã phục vụ với tư cách là Đại sứ tại Pháp, Anh và Hoa Kỳ; và là một thành viên tham gia sáng lập Hội Quốc Liên và Liên Hợp Quốc; và là thẩm phán Tòa án Công lý Quốc tế ở Den Haag từ năm 1957 đến năm 1967. Giữa tháng 10 năm 1926 và tháng 06 năm 1927, trong khi làm Bộ trưởng Bộ Ngoại giao, ông có thời gian ngắn giữ chức vụ viện trưởng Hành chính viện và tổng thống Trung Hoa Dân Quốc tạm thời.

## Qua đời
Cố Duy Quân đã sống đủ lâu để nhận biết hai con ông đã mất trước khi ông mất. Ông đã qua đời ngày 14 tháng 11 năm 1985, hưởng dương 97 tuổi. Ông đã sống sót nhờ vợ thứ tư của ông, hai con, 19 cháu nội ngoại và 2 cháu chắt.